# Каденція (політика)

Прапор (штандарт) Президента України

Каде́нція (італ. cadenza, від лат. cadere — падаю, припиняюся), в нормативних документах, політиці, політології та ЗМІ — строк повноважень обраної (призначеної) посадової особи або колегіального органу влади; час, протягом якого діє її мандат.

## Застосування
У документах країн Європи та інших держав, а також засобах масової інформації та у спілкуванні, термін вживають з давніх часів.
Згадувався він і в документах Української Народної Ради. У Законі «ПРО ВИДІЛ УКРАЇНСЬКОЇ РАДИ» від 4 січня 1919 УНР в § 4 зазначила:

| «Виділ Української Національної Ради вибирається на час її каденції, а влада його гасне з хвилею вибору нового Виділу новою Радою» |
У законодавчих актах сучасної України також часом використовується цей термін. Наприклад у Законі України «Про систему Суспільного телебачення і радіомовлення України» термін вживався в Статтях 4-й та 5-й.
| «Стаття 5. Кваліфікаційна рада Термін повноважень Кваліфікаційної ради не обмежений. Ротація або перепризначення членів Кваліфікаційної ради може здійснюватися з ініціативи Президента України і Верховної Ради України не більше одного разу за час їх каденцій» |
Можна зустріти цей термін і в офіційних документах Ради Європейського Союзу. Наприклад у Рекомендаціях Ради 2002/549/ЄС від 21 червня 2002.